# Раздан (річка)
Разда́н (вірм. Հրազդան) [hrazdán] — одна з найбільших річок Вірменії, ліва притока Араксу. Довжина становить 141 км, площа басейну з басейном озера Севан — 7310 км², площа басейну власне Раздану — 2560 км².
Витікає з озера Севан, у його північно-західній частині, неподалік від міста Севан. У верховинах тече по гірській долині на південь, до Єревана. У межах Єревана робить кілька крутих поворотів. В низовинах тече по Араратській рівнині, впадає в Аракс на кордоні з Туреччиною.
Річка протікає по марзах (областях) Гегаркунік, Котайк, Арарат, а також через Єреван.
Загальне падіння 1097 м (1,8 м/км). У природних умовах середні витрати води біля витоку — близько 2 м³/с, поблизу гирла — 17,9 м³/с. З 1930 по 1962 роки на Раздані тривало будівництво Севанського каскаду ГЕС з шести гідроелектростанцій, після чого витрати води біля витоку за рахунок зменшення вікових запасів води в озері збільшилися до 44,5 м³/с. Почалося різке падіння рівня Севану, для припинення якого викид вод з нього з 1965 року був зменшений до 16 м³/с.
Окрім вироблення електроенергії, води Раздану використовують для зрошення. Крім того, на річці розвинуте рибальство. Раздан має важливе господарське значення для Вірменії.
На річці розташовані міста Севан, Раздан, Чаренцаван, Бюрегаван, Нор Ачін та столиця Вірменії — місто Єреван.